# Macroglossum sitiene
Macroglossum sitiene là một loài bướm đêm thuộc họ Sphingidae, chi Macroglossum.

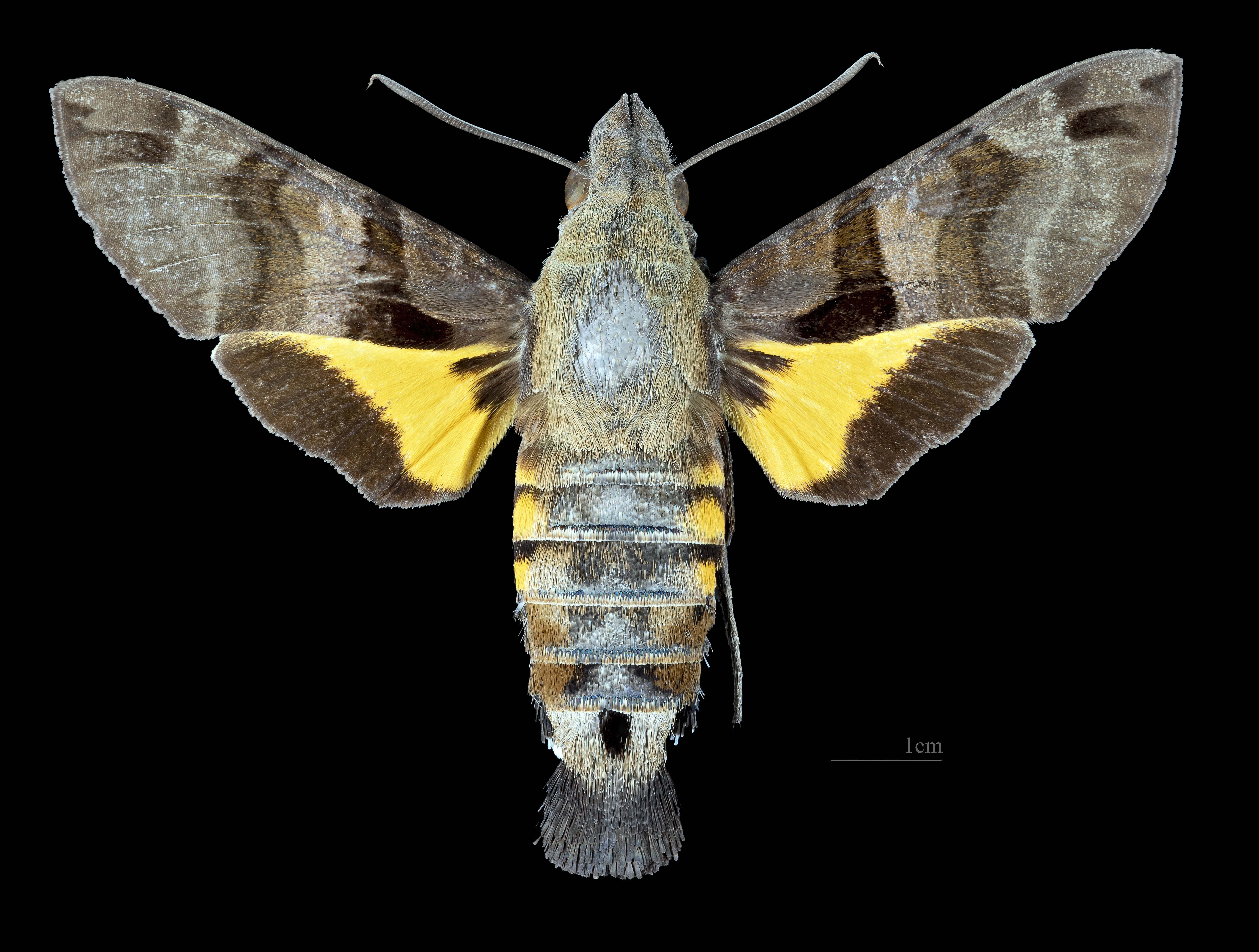
Macroglossum sitiene ♂
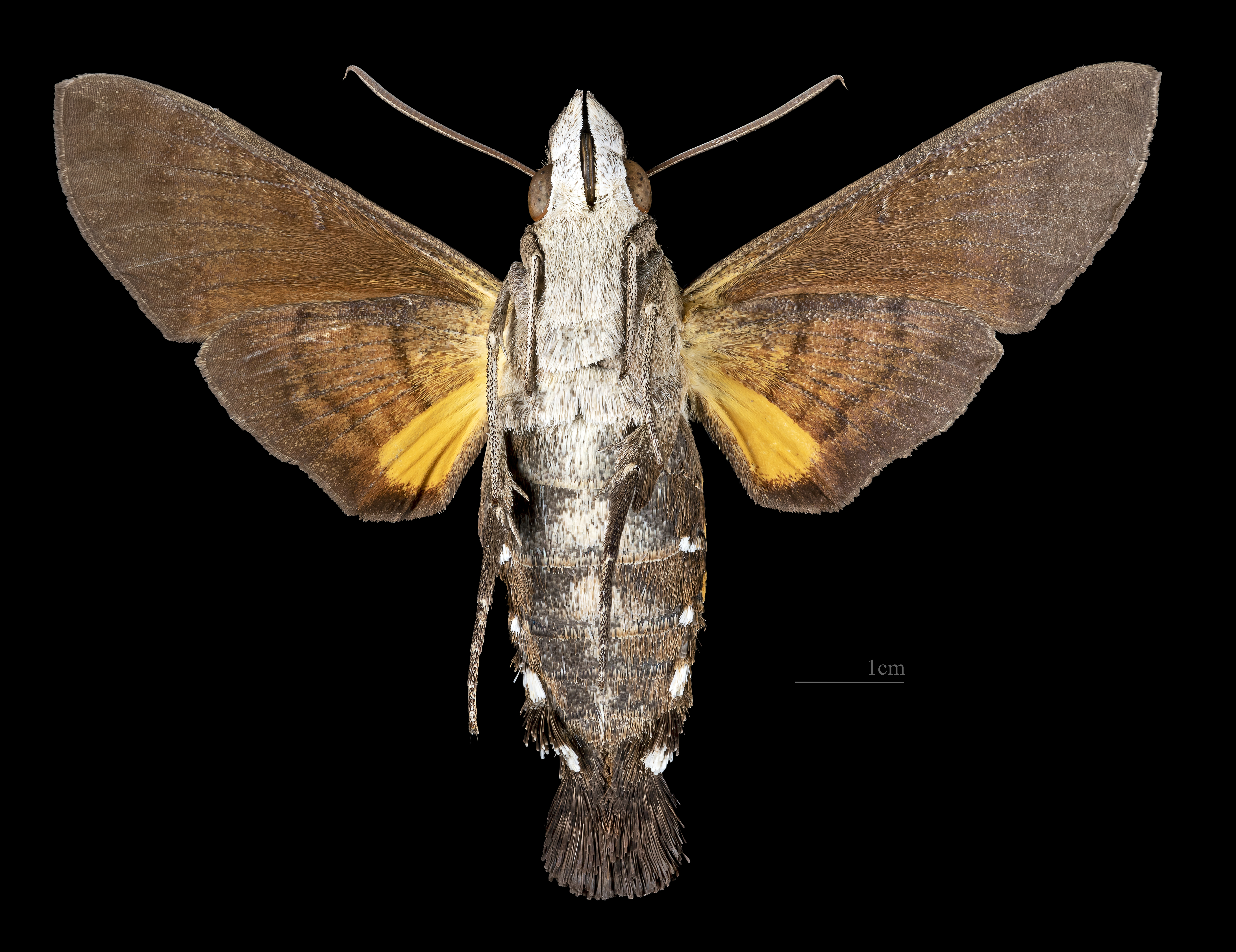
Macroglossum sitiene♂   △